# Berzosilla
Berzosilla település Spanyolországban, Palencia tartományban. Berzosilla Sargentes de la Lora, Valle de Valdelucio és Valderredible községekkel határos. Lakosainak száma 47 fő (2024).

## Népesség
A település népessége az elmúlt években az alábbi módon változott:
| Lakosok száma | 71   | 63   | 56   | 49   | 51   | 40   | 44   | 40   | 40   | 47   |
|               | 2001 | 2004 | 2007 | 2009 | 2012 | 2014 | 2017 | 2019 | 2022 | 2024 |